# Walter Wellman
Pour les articles homonymes, voir Wellman.
Walter Wellman (3 novembre 1858 - 31 janvier 1934) est un journaliste, explorateur et aéronaute américain. Connu pour ses explorations polaires, il va aussi à plusieurs reprises tenter de rejoindre le pôle Nord en dirigeable mais sans succès.

## Biographie
Walter Wellman est né  le 3 novembre 1858 à Mentor dans l’Ohio de l'union d'Alonzo Wellman et de Minerva Sibilla (Graves) Wellman. 
Financé par le Berliner Lokal-Anzeiger, Hermann Elias se rendit au Spitzberg à l'été 1907 avec le journaliste et chercheur polaire Theodor Lerner pour conseiller Wellman sur les questions météorologiques lorsque ce dernier fit une première tentative avortée d'atteindre le pôle Nord avec le dirigeable America. Le 15 octobre 1910, Wellman s'envola d’Atlantic City pour une traversée de l’Atlantique en dirigeable jusqu'en Angleterre, mais le raid prend fin trois jours plus tard, sans avoir touché au but : le dirigeable America étant pris dans une tempête, l'équipage demande à être secouru et c'est le steamer Trent de la ligne régulière New York – Îles des Bermudes qui leur vient en aide, à 150 milles du cap Hatteras,. Ce raid, bien qu'étant un échec, lui permet cela dit de signer plusieurs records : battant ainsi tous les records de distance et de durée, ayant couvert 850 milles environ en 69 heures de vol.